# ゼネラル・エレクトリック LM2500
ゼネラル・エレクトリック LM2500（General Electric LM2500）は、主に船舶の推進エンジンや発電等の多様な産業用として使用されるゼネラル・エレクトリック社のターボシャフト・ガスタービンエンジンである。
船舶用ガスタービンエンジンの中でも最も販売数の多いものであり、元々は航空機用のゼネラル・エレクトリック CF6-6 ターボファンエンジンから船舶用へ再設計された派生品である。
最新版のLM2500では33,600軸馬力（25.1 MW）が取り出せ、ISO条件下（ISO 3977）では37%の熱効率が得られる。本機はアメリカ海軍の軍艦や、水中翼船、ホバークラフト、高速フェリーやその他の国の軍艦などのさまざまな用途・国籍において使用されている。

## 実績
LM2500/LM2500+はCODAG又はCODOG推進システムのタービン部分、またはCOGAGシステムの2台1組の動力機関としてこのクラスでは最も標準的なものとなっている。
2004年には、29ヶ国以上の世界中の海軍で1,000台以上のLM2500ガスタービンが使用されていた。
日本では、石川島播磨重工業株式会社(現・株式会社IHI)によって、イタリアではアビオ S.p.A.によって、また韓国ではハンファテックウィン（旧・サムスンテックウィン）によってライセンス生産されている。
海上自衛隊では、こんごう型から近年の主要な護衛艦に搭載されている。

## 特徴

### 扱いやすい筐体

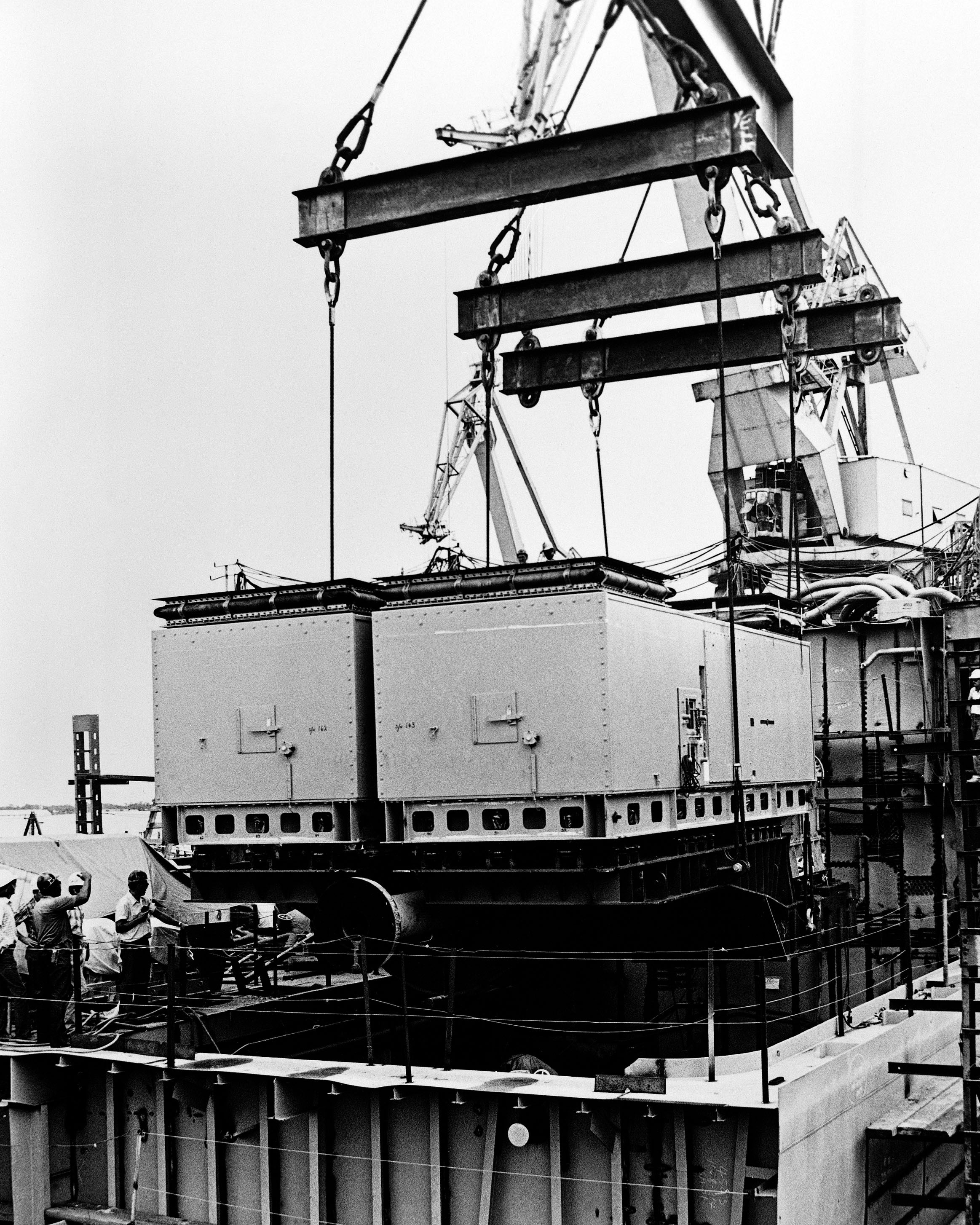
インガルス造船所での造船過程で、重量物クレーンで「バンカー・ヒル」の船体内に下ろされる主推進モジュール。このモジュールは、2台のGE LM2500 ガスタービン・エンジンと1組のウエスチングハウス製の減速ギヤーより構成される。

軍用のLM2500の多くの設置では、標準的な40フィートの海上コンテナ（長さ：40フィート（約12m）、幅：8フィート（約2.4m）、高さ：8フィート6インチ（約2.6m））と同じ寸法の鉄製コンテナ内にエンジンが収められている。
コンテナ化されたLM2500は吸気ダクトが適切な形状となっている限り、容易に搭載艦から取り外せるように設計されているようである。

### ファミリー
LM2500+はLM2500の発展型であり、40,200軸馬力（30,000kW）又は発電機と組み合わせれば28.6MW程の電力が得られる。当時世界で最も大きな大西洋クルーズ船であるクイーン・メリー2号では、このタービン発電機2組が煙突に近い上部構造物内に設置され、船の4台あるディーゼル発電機の補助発電機となっており、艦内の電力不足、又はメインの発電機が故障した際には、追加の電力供給を担っていた。
LM2500ファミリーの中の最新開発のものはゼネラル・エレクトリック LMS100である。
LMS100は、部分負荷でも効率が高く、出力を50%に下げたときでも40%の熱効率を実現する。従来と同様の保守コストでサイクル寿命が長く、10分で始動から最大出力が可能であり、気温上昇による出力低下の割合が小さい。高効率、高信頼性、高い負荷追従能力、低量排出など、他の80-160MW級のガスタービンでは得られない最高の価値を提供すると謳われている。
ゼネラル・エレクトリックは、ゼネラル・エレクトリック LM6000という、さらに大きなエンジンを提供している。LM6000は、最新型のLM2500と同様の形態で最大出力が2倍となっている。

## 性能向上の歴史
LM2500は、アメリカ海軍においてスプルーアンス級駆逐艦とそれに関連して1970年から建造されたキッド級ミサイル駆逐艦に初めて使用された。この形態で21,500軸馬力（16,000 kW）に向上された。
同じ形態で、続いて1980年代にオリバー・ハザード・ペリー級ミサイルフリゲートとタイコンデロガ級ミサイル巡洋艦で使用された。
LM2500は、1980年代に計画され1990年代初頭には就役していたアーレイ・バーク級ミサイル駆逐艦とサプライ級高速戦闘支援艦で26,500軸馬力（19,800kW）へ向上された。
2010年以降の最新世代では28,000shp以上と向上されている。

## 搭載艦船

### 艦艇
アメリカ海軍
- スプルーアンス級駆逐艦
- オリバー・ハザード・ペリー級ミサイルフリゲート

 オーストラリア海軍
- アデレード級フリゲート

 スペイン海軍
- サンタ・マリア級フリゲート

 中華民国海軍
- 成功級フリゲート

 トルコ海軍
- G級フリゲート

- ペガサス級ミサイル艇
- キッド級ミサイル駆逐艦

 中華民国海軍
- 基隆級駆逐艦

- タイコンデロガ級ミサイル巡洋艦
- アーレイ・バーク級ミサイル駆逐艦
- サプライ級高速戦闘支援艦
- ワスプ級強襲揚陸艦「マキン・アイランド」
- インディペンデンス級沿海域戦闘艦
- アメリカ級強襲揚陸艦

 アメリカ沿岸警備隊
- バーソルフ級カッター

 イスラエル海軍
- サール5型コルベット

 イタリア海軍
- ルポ級フリゲート
- マエストラーレ級フリゲート
- カルロ・ベルガミーニ級フリゲート
- 軽空母「ジュゼッペ・ガリバルディ」
- デ・ラ・ペンネ級駆逐艦
- 軽空母「カヴール」

 インド海軍
- シヴァリク級フリゲート
- 空母「ヴィクラント」

 オーストラリア海軍
- ホバート級駆逐艦
- キャンベラ級強襲揚陸艦

 海上自衛隊
- こんごう型護衛艦
- 試験艦「あすか」
- むらさめ型護衛艦
- たかなみ型護衛艦
- あたご型護衛艦
- ひゅうが型護衛艦
- いずも型護衛艦
- あさひ型護衛艦（2代目）
- まや型護衛艦

 カナダ海軍
- ハリファックス級フリゲート

 スペイン海軍
- 軽空母「プリンシペ・デ・アストゥリアス」
- アルバロ・デ・バサン級フリゲート
- 強襲揚陸艦「フアン・カルロス1世」
- ボニファス級フリゲート

 大韓民国海軍
- 蔚山級フリゲート
- 浦項級コルベット
- 広開土大王級駆逐艦
- 李舜臣級駆逐艦
- 世宗大王級駆逐艦
- 仁川級フリゲート

 タイ海軍
- ナレースワン級フリゲート
- 軽空母「チャクリ・ナルエベト」
- プーミポン・アドゥンヤデート級フリゲート

 中国人民解放軍海軍
- 旅滬型駆逐艦「哈爾浜」

 ドイツ海軍
- ブレーメン級フリゲート

MEKO型フリゲート
 ドイツ海軍
- ブランデンブルク級フリゲート
- ザクセン級フリゲート
- バーデン・ヴュルテンベルク級フリゲート

 オーストラリア海軍 /  ニュージーランド海軍
- アンザック級フリゲート

 ギリシャ海軍
- イドラ級フリゲート

 トルコ海軍
- バルバロス級/サーリヒレイス級フリゲート

 ポルトガル海軍
- ヴァスコ・ダ・ガマ級フリゲート

 南アフリカ海軍
- ヴァラー級フリゲート

 トルコ海軍
- アダ級コルベット

 ノルウェー海軍
- フリチョフ・ナンセン級フリゲート

 ブラジル海軍
- イニャウマ級コルベット

/ホライズン計画
 フランス海軍
- フォルバン級駆逐艦

 イタリア海軍
- アンドレア・ドーリア級駆逐艦

/FREMM計画
 フランス海軍
- アキテーヌ級駆逐艦

 イタリア海軍
- カルロ・ベルガミーニ級フリゲート (2代)

 アメリカ海軍
- コンステレーション級ミサイルフリゲート

### 民間船舶
キュナード・ライン
- クルーズ客船「クイーン・メリー2」

 P&O/プリンセス・クルーズ
- クルーズ客船「ダイヤモンド・プリンセス」

小笠原海運
- 高速船「SUPER LINER OGASAWARA」

## 参照
1. ↑  "GE Marine to Supply IHI with LM2500 Gas Turbines to Power Japan's 15DDG AEGIS Destroyer," GE Aviation Press Release. May 06, 2004.
2. ↑  GE Aviation (2004年11月15日). “GE to Supply Samsung Techwin with LM2500 Gas Turbine for Korean KDX Destroyer” (英語). 2012年1月12日閲覧。